# Tramway d'Épinal

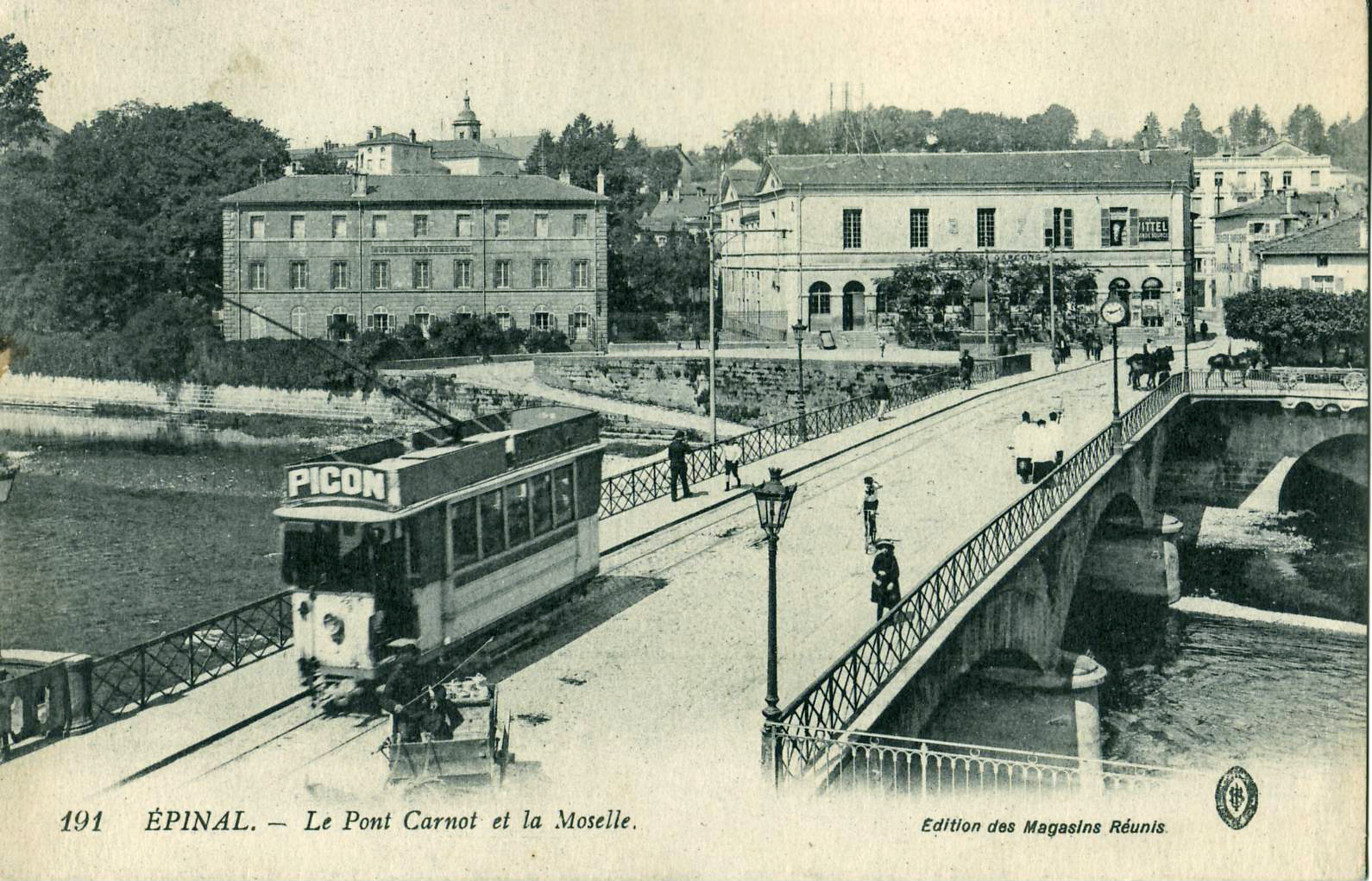
Tramway sur le Pont Carnot

Le réseau de tramway d'Épinal est un ancien réseau de transport urbain desservant la ville d'Épinal, dans le département des Vosges. Il a fonctionné de façon éphémère de 1906 à 1914, dans le cadre de la réglementation de la loi du 11 juin 1880 relative aux voies ferrées d'intérêt local et aux tramways.
Fortement endommagé pendant la Première Guerre mondiale, le réseau ne fut pas reconstruit et la société concessionnaire, en faillite, fut dissoute en 1920.

## Chronologie
La création du tramway d'Épinal fut proposée à la municipalité par trois administrateurs de la Compagnie générale électrique, MM. Garnier, Hammer et Vicarino. La ville approuva une convention de concession avec ces investisseurs le 20 août 1904. Celle-ci fut rétrocédée à la société anonyme des Tramways électriques d'Epinal par décret du 27 mai 1905.
- 8 juillet 1903 : Constitution de la société des tramways électriques d'Épinal (STE), liée au Groupe Empain par la Compagnie générale de traction
- 29 août 1904 : Convention de concession du réseau, pour une durée de 65 ans[3]
- 15 novembre 1904 : Déclaration d'utilité publique[3]
- 17 février 1906 : Ouverture du réseau[1]
- Août 1914 : Suspension du service[1]
- 1920 : Mise en liquidation et dissolution de la STE
- 5 février 1925 : Résiliation de la convention de concession
- 13 août 1925 : Déclassement du réseau

## Infrastructure

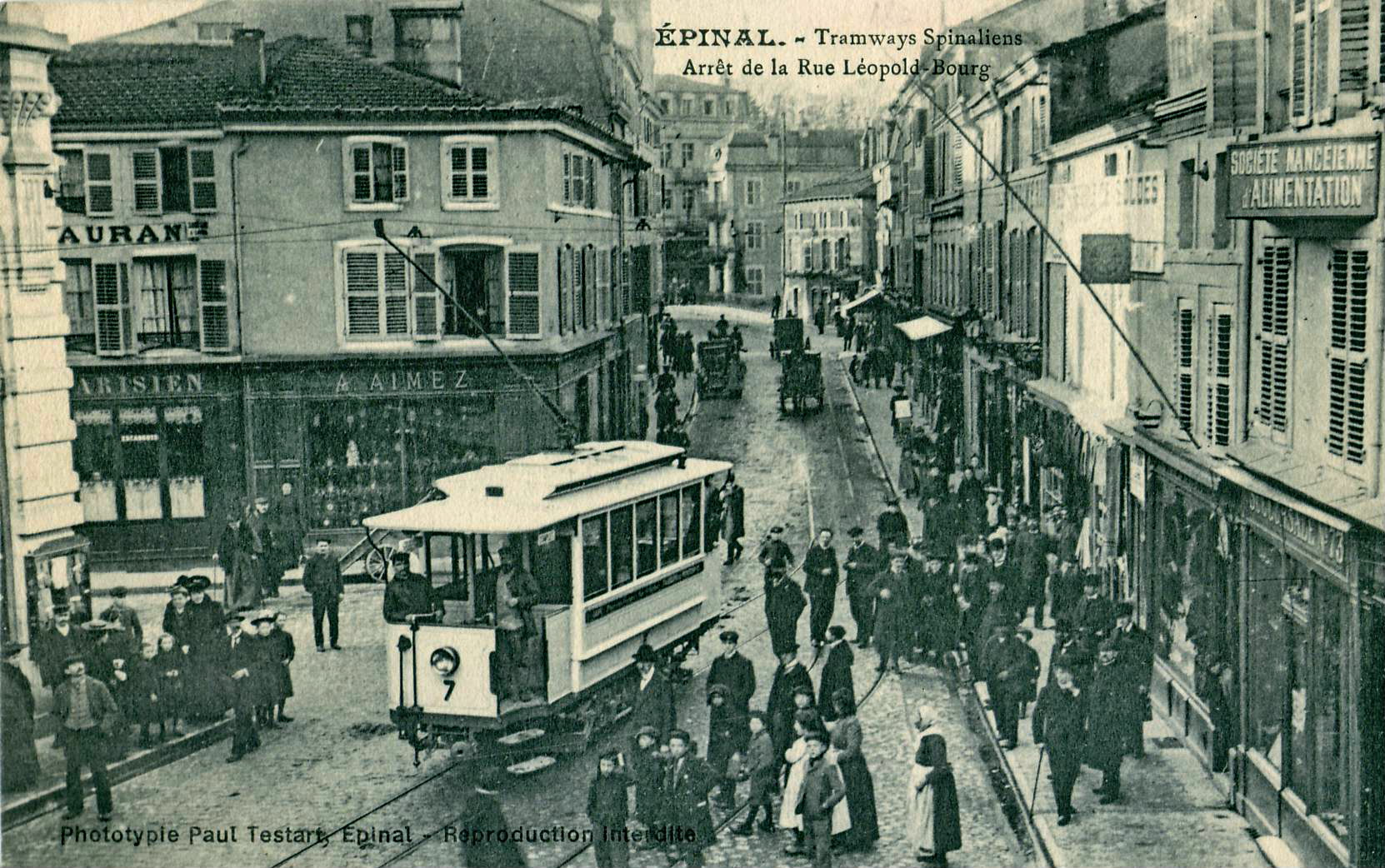
Station de la rue Léopold-Bourg, avec son évitement permettant le croisement des rames.

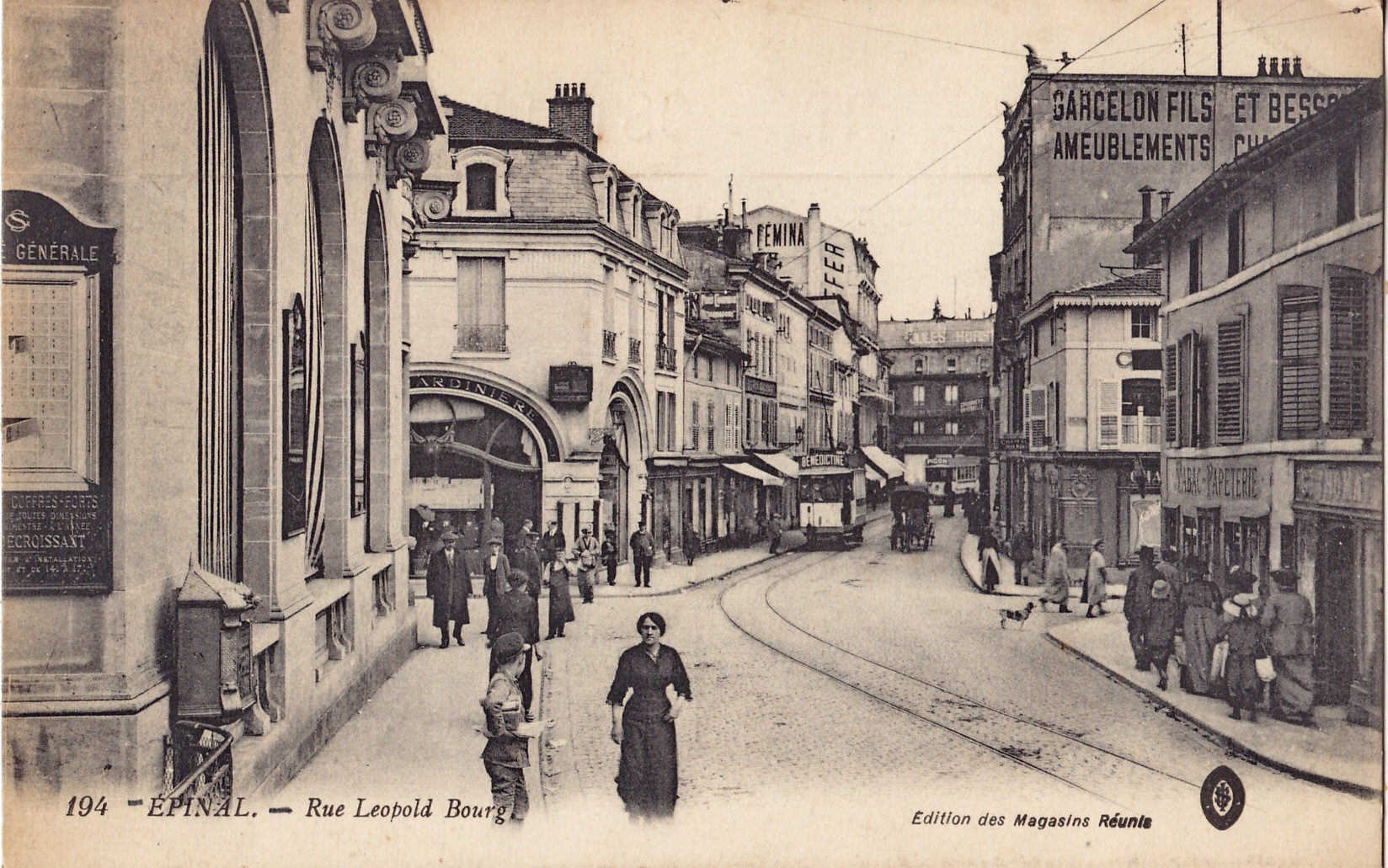
La rue Léopold-Bourg.

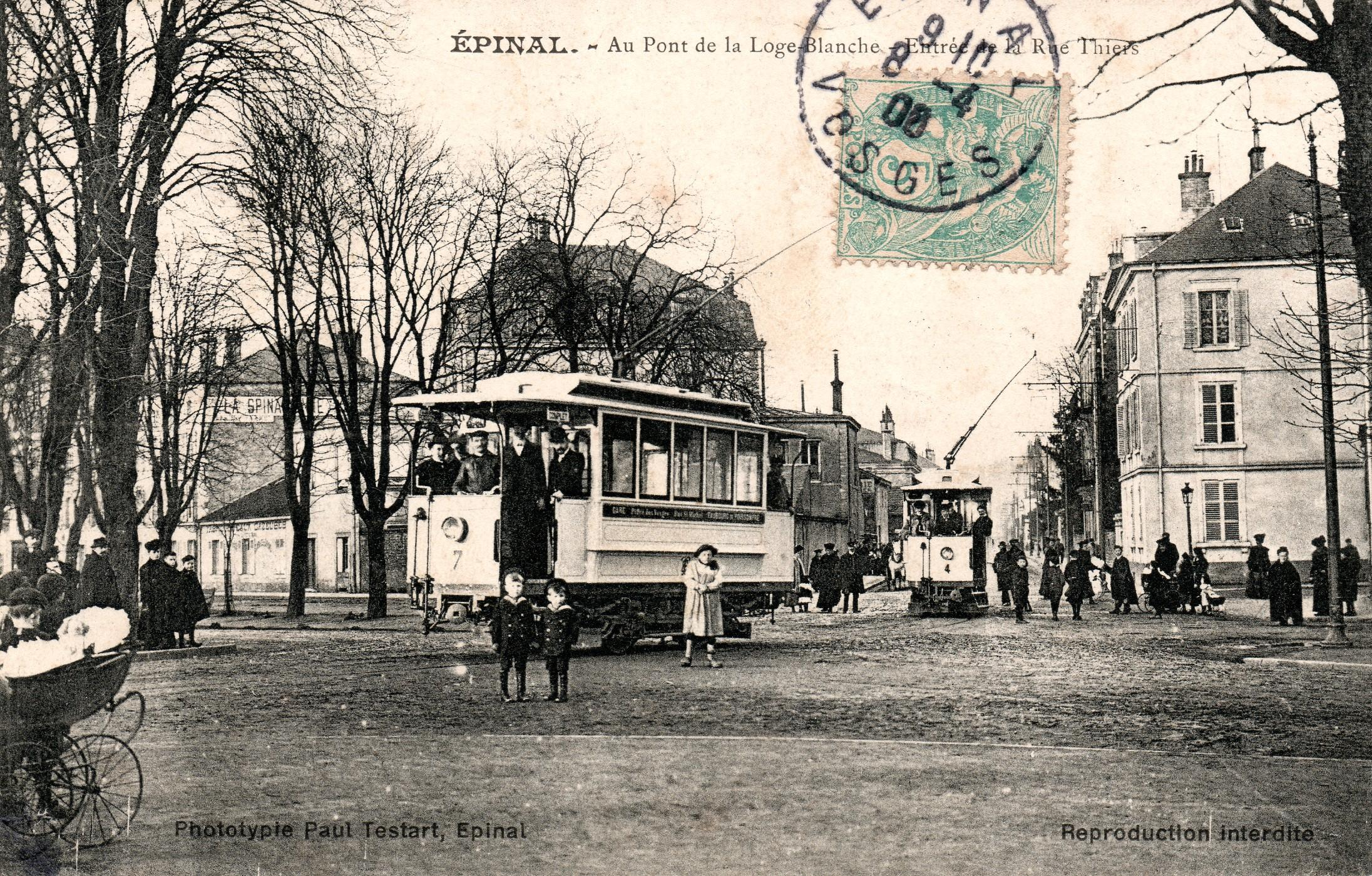
Épinal en 1906 - Pont de la Loge Blanche, rue Thiers.

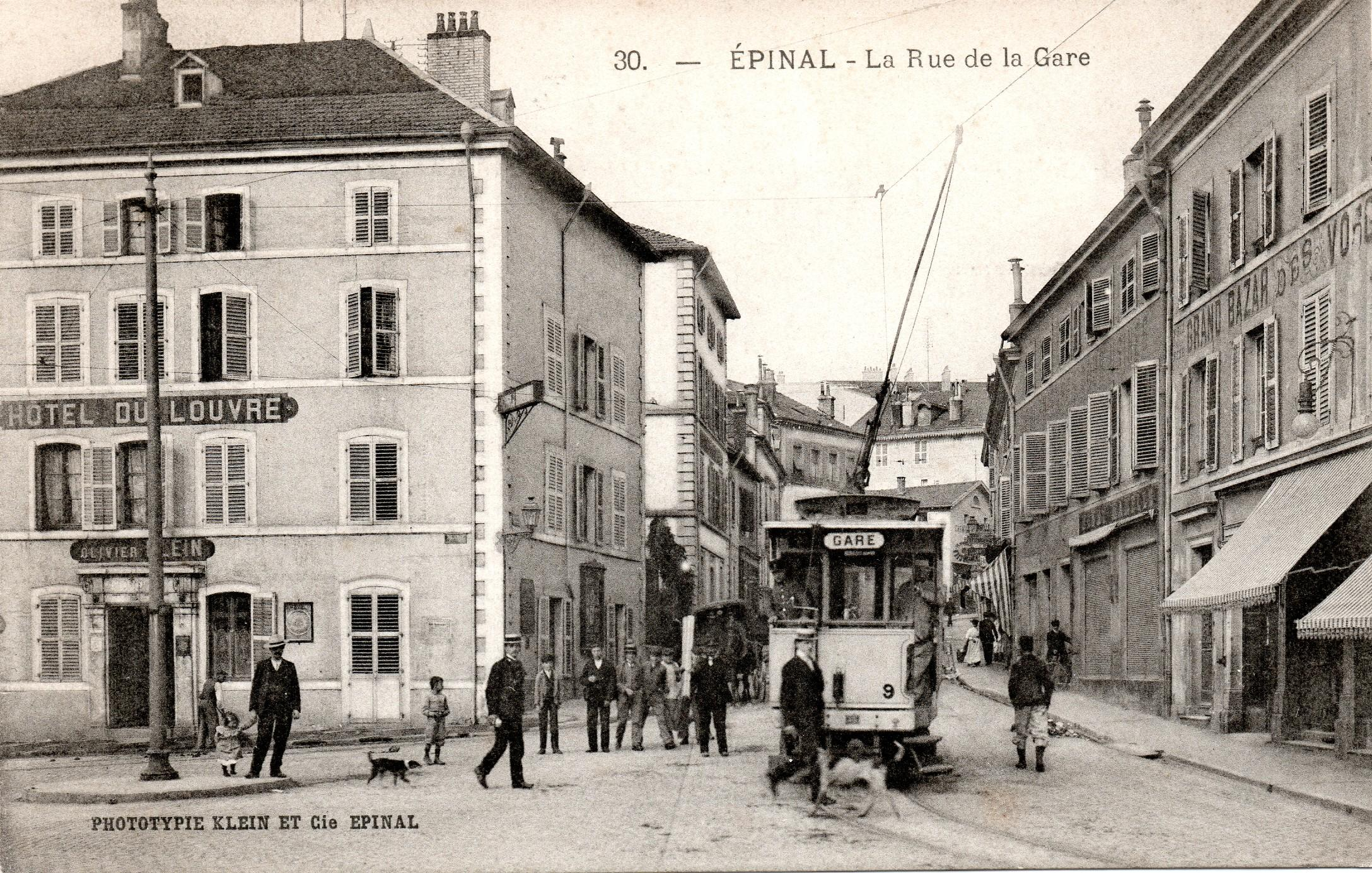
Épinal, Hôtel du Louvre, la rue de la gare vers 1908.

### Les lignes
Le réseau de 7,3 km de longueur était constitué à l'origine de 2 lignes, ouvertes de 6 h à 20 h :
- Gare – Poissompré, par les voies suivantes, selon leur dénomination de l'époque : rue de la Gare, le quai des Bons-Enfants, le pont des Quatre-Nations, la rue Léopold-Bourg, le Grand-Pont, le quai Jules-Ferry, les rues de la Comédie et du Collège, la place des Vosges, la rue de l'Hôtel-de-Ville, la place des Vieux-Moulins, la rue Entre-Deux-Portes, la rue Saint-Michel et le faubourg Saint-Michel jusqu'au faubourg de Poissompré.
- Pont de Golbey – Champ du Pin, par les voies suivantes, selon leur dénomination de l'époque : par la route nationale 57, les rues de Nancy et Boulay-de-la-Meurthe, l'avenue Dutac, la rue de la Gare, le quai des Bons-Enfants, le pont de la Xatte, la rue de la Bibliothèque, le pont et la rue Sadi-Carnot, la rue des Forts, la rue Thiers, le pont et l'avenue de la Loge-Blanche et la route nationale 57 jusqu'au chemin de Bénaveau.

Deux raccordements se trouvaient, l'un dans la rue de la Faïencerie, l'autre dans la rue d'Arches.
En 1914, une réorganisation du réseau en 3 lignes est mise en place, mais ne durera pas un an, puisque l'exploitation cessera définitivement à la déclaration de la Guerre :
- Pont de Golbey – Préfecture ;
- Gare – Champ du Pin ;
- Place des Vosges – Poissompré.

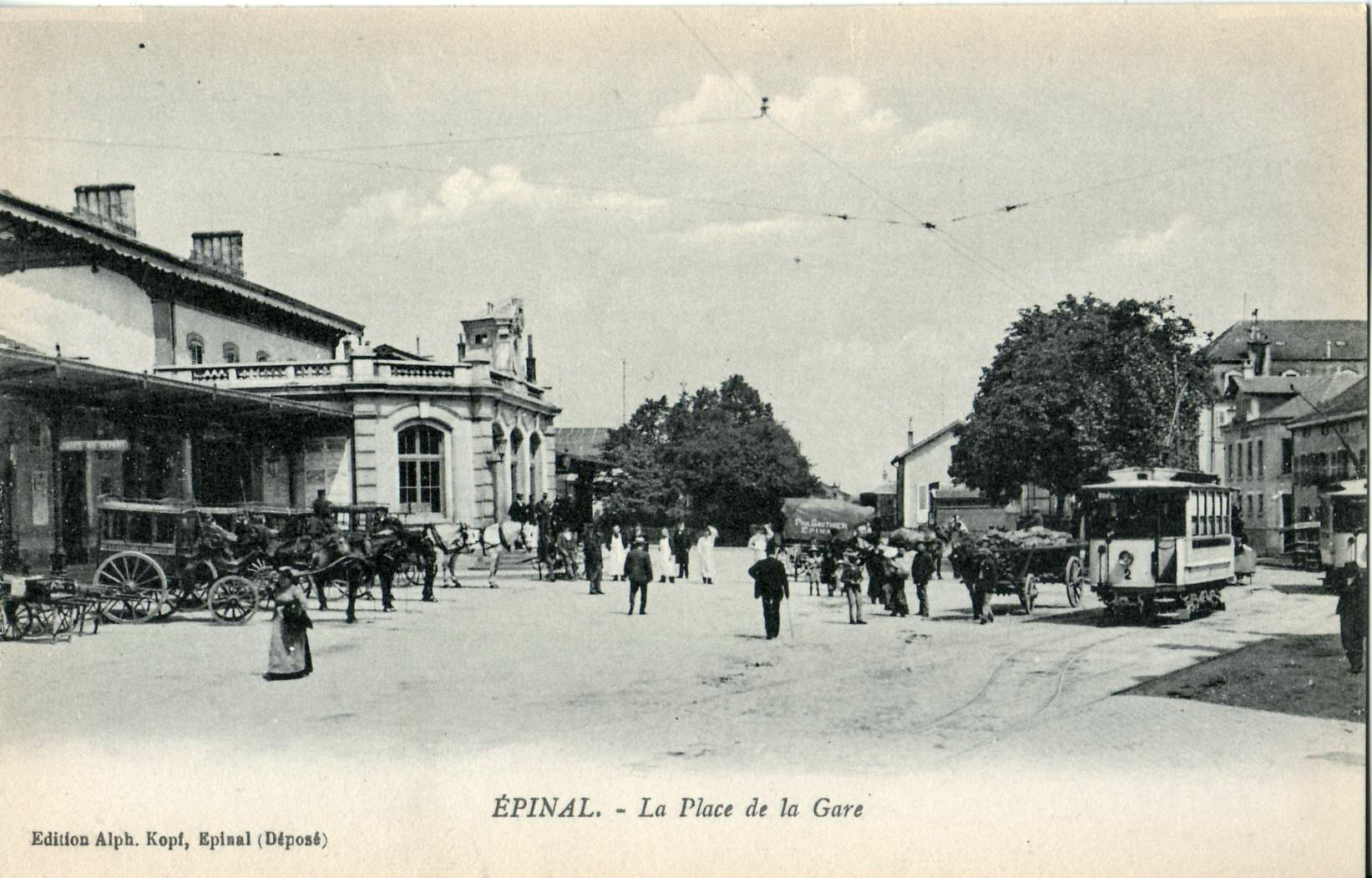
tramway, place de la Gare...
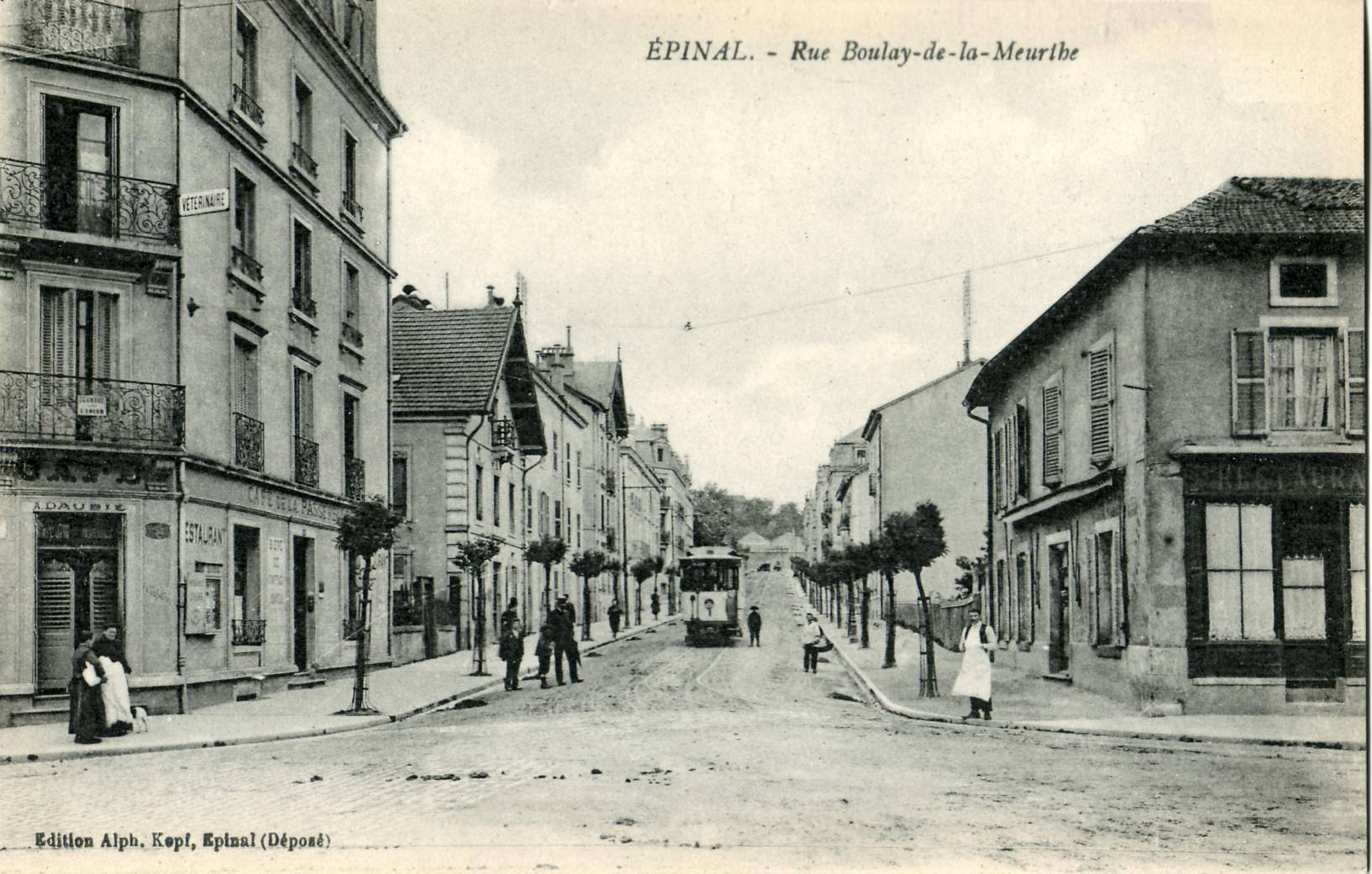
... rue Boulay-de-la-Meurthe...
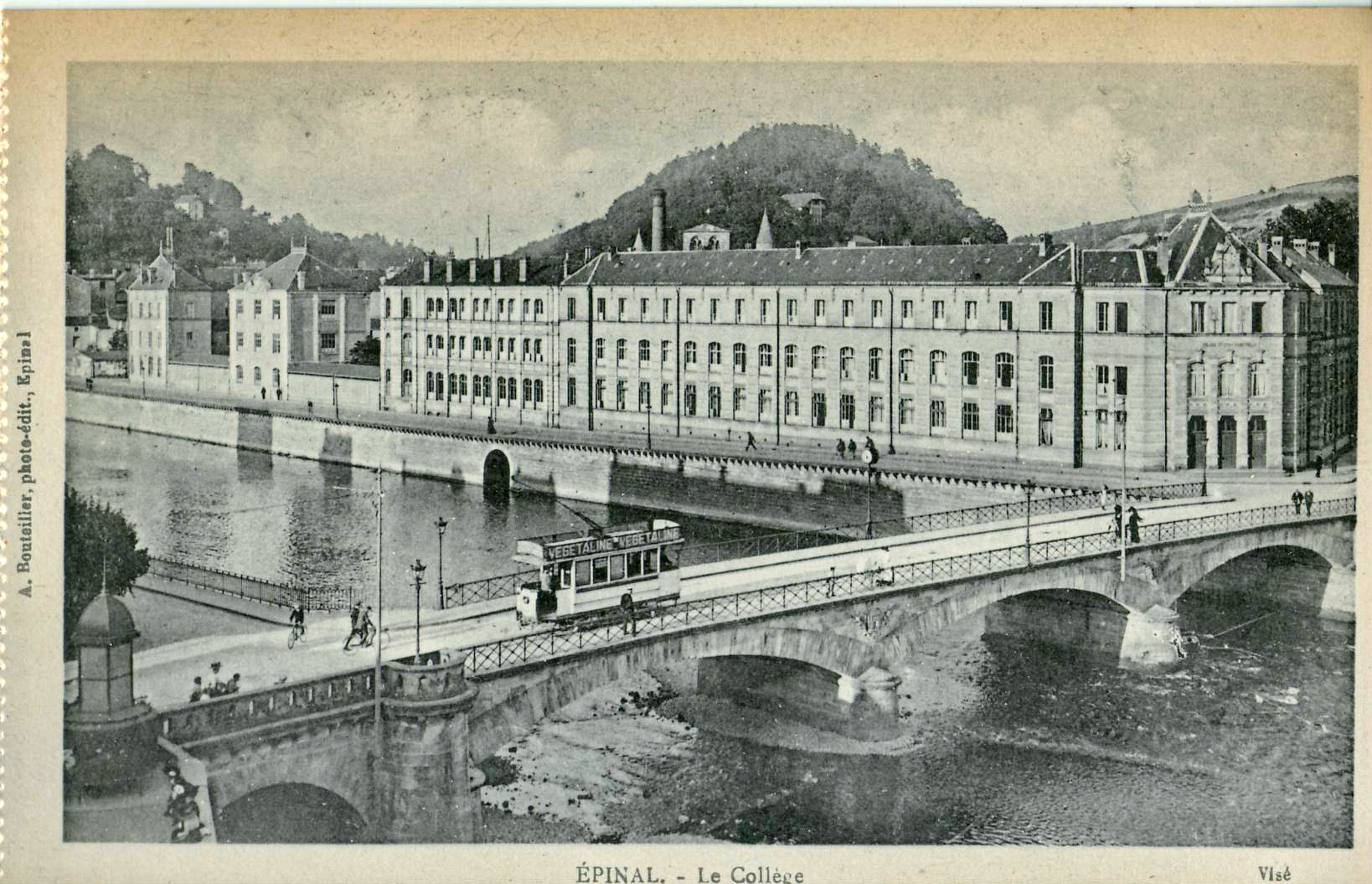
... sur le pont de la Moselle...
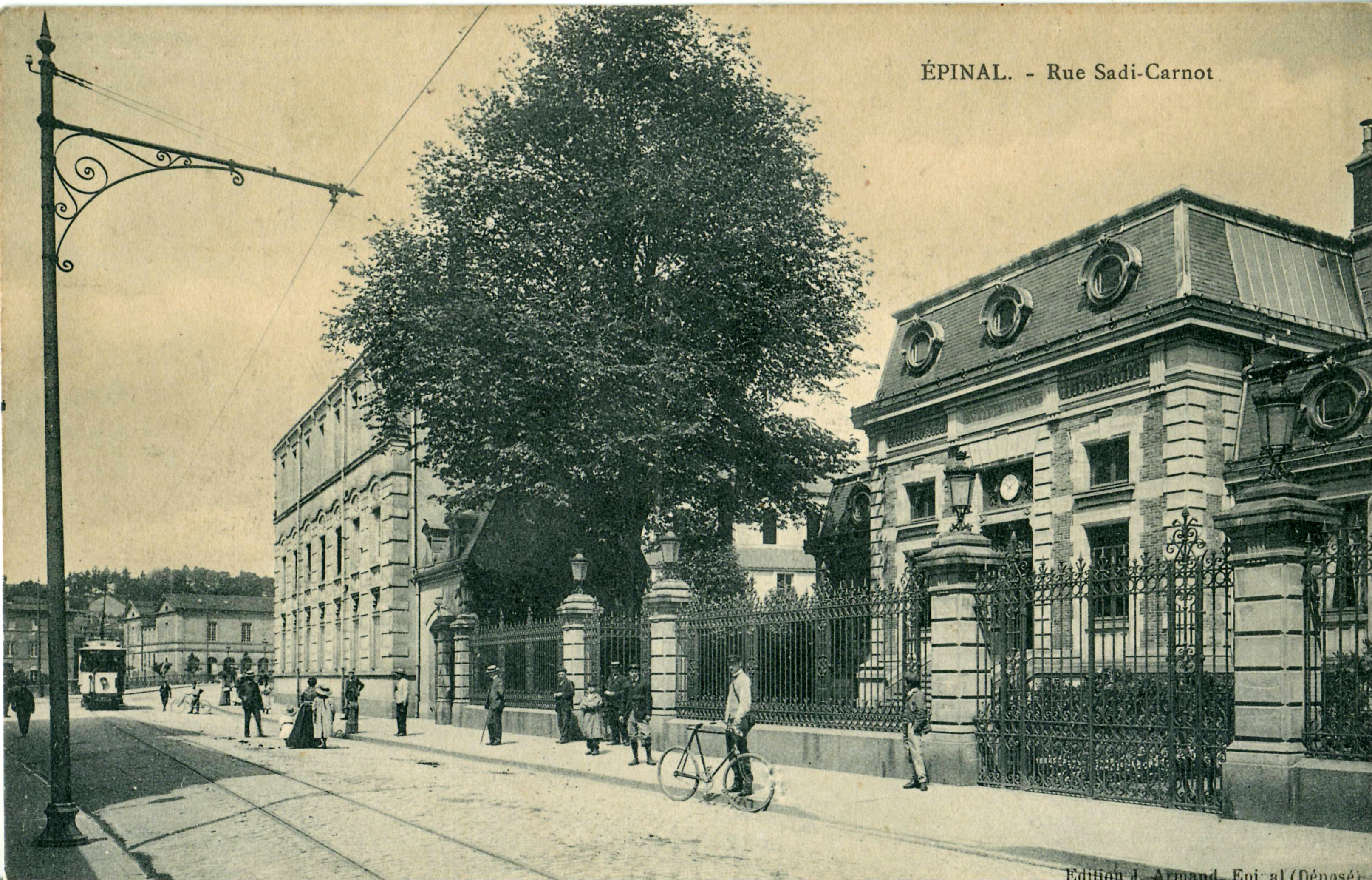
... rue Sadi-Carnot...
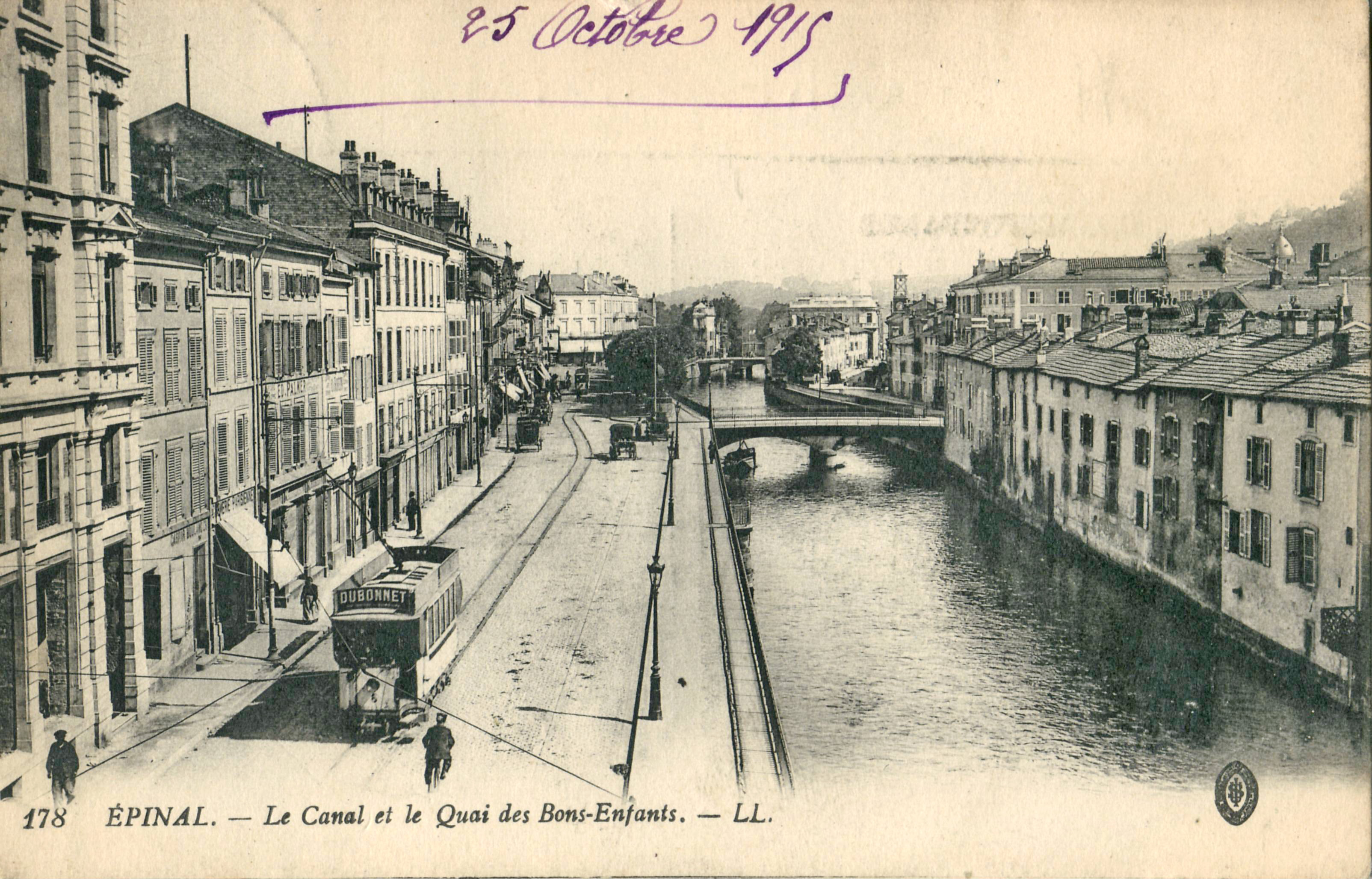
...Quai des Bons-Enfants...
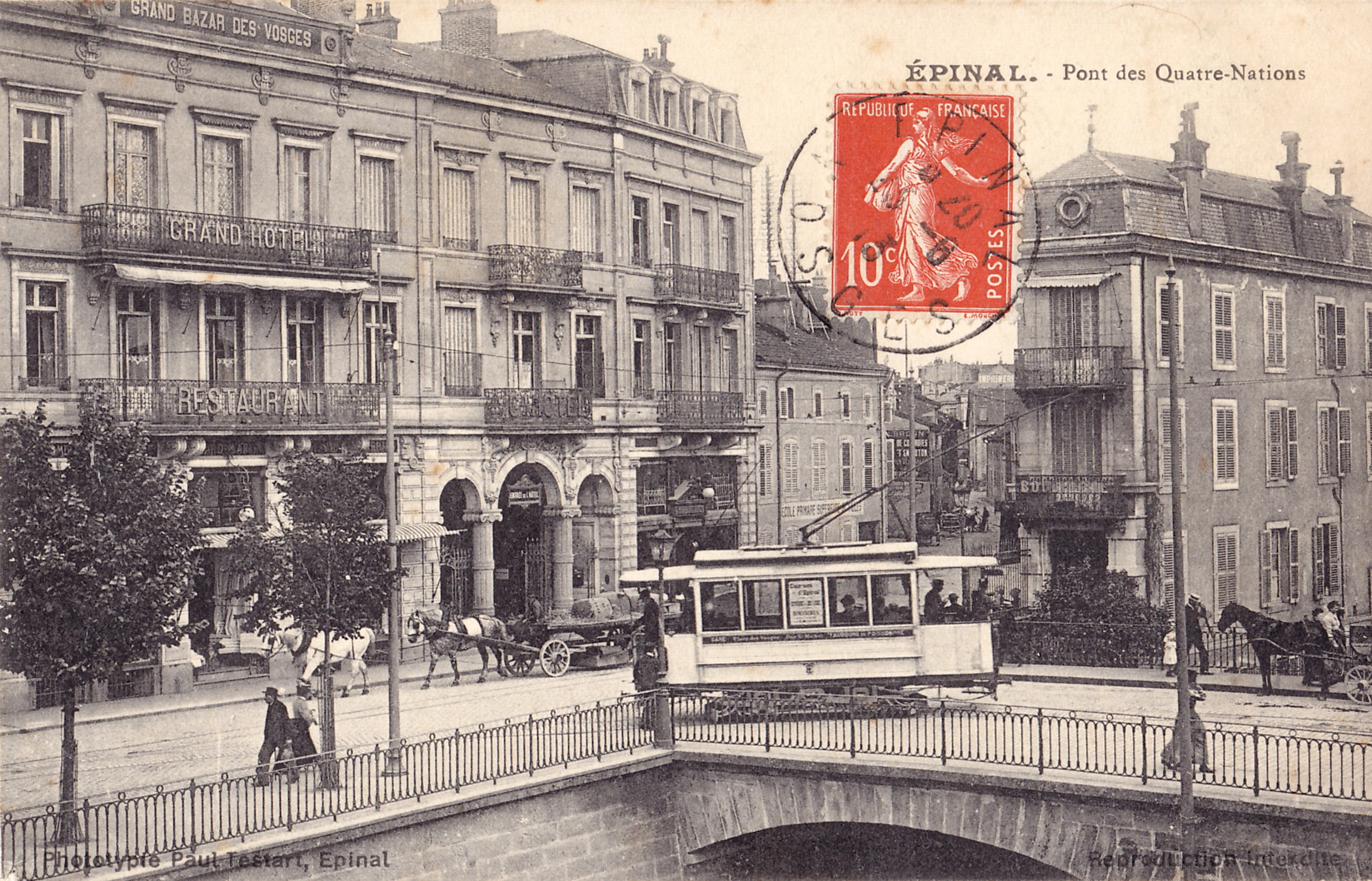
... Pont des Quatre-Nations...
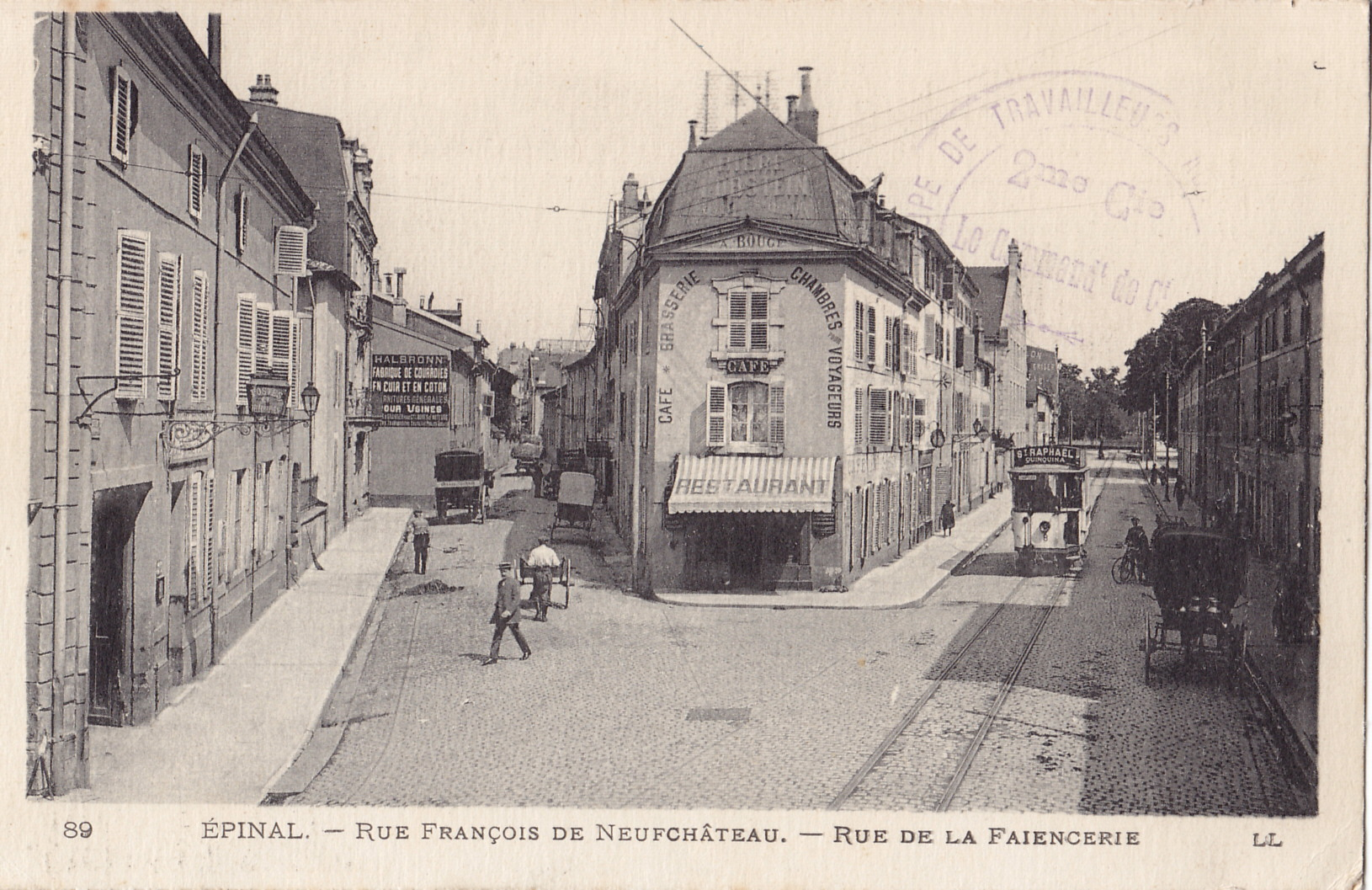
... Rue François de Neufchâteau.
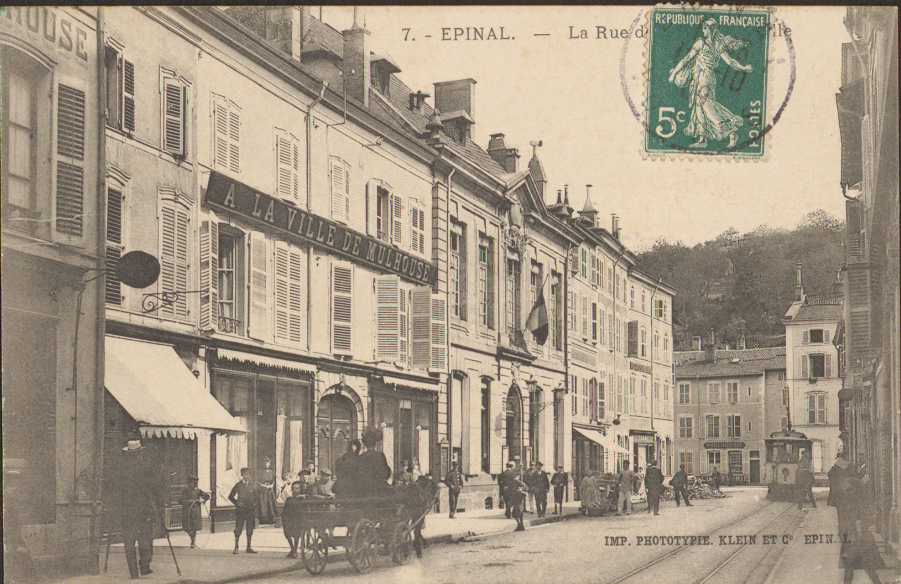
rue général Leclerc

### Dépôt

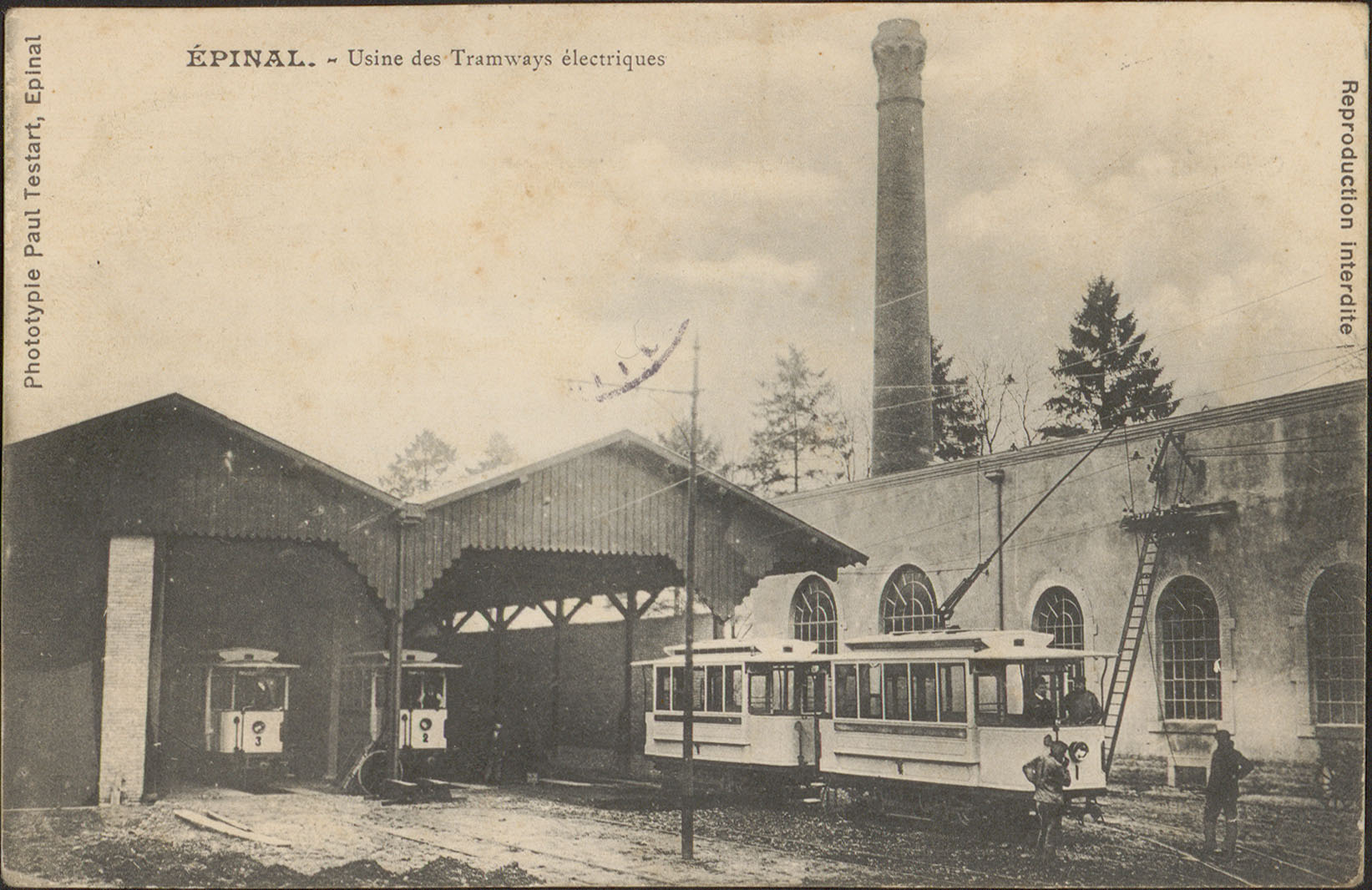
L'usine des tramways électriques

Le dépôt se situait rue de Nancy, à proximité de l'actuelle maison romaine.

### Alimentation électrique

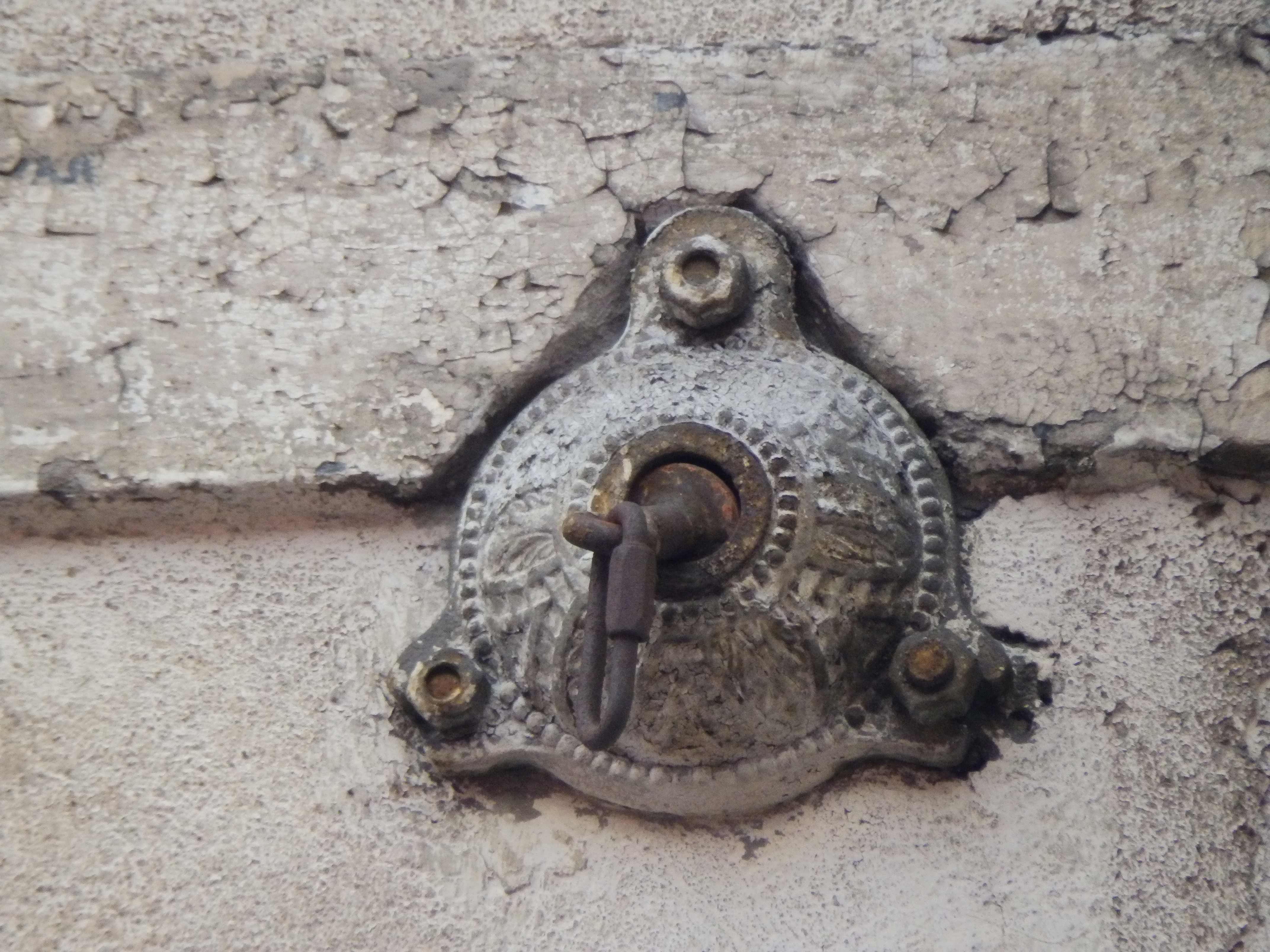
Vestige d'un support pour l'alimentation électrique du tramway, 11 rue Saint-Michel

L'alimentation électrique par ligne de trolley souvent fixée aux murs des maisons riveraines ; de nombreux supports sont encore visibles aujourd'hui.

### La voie

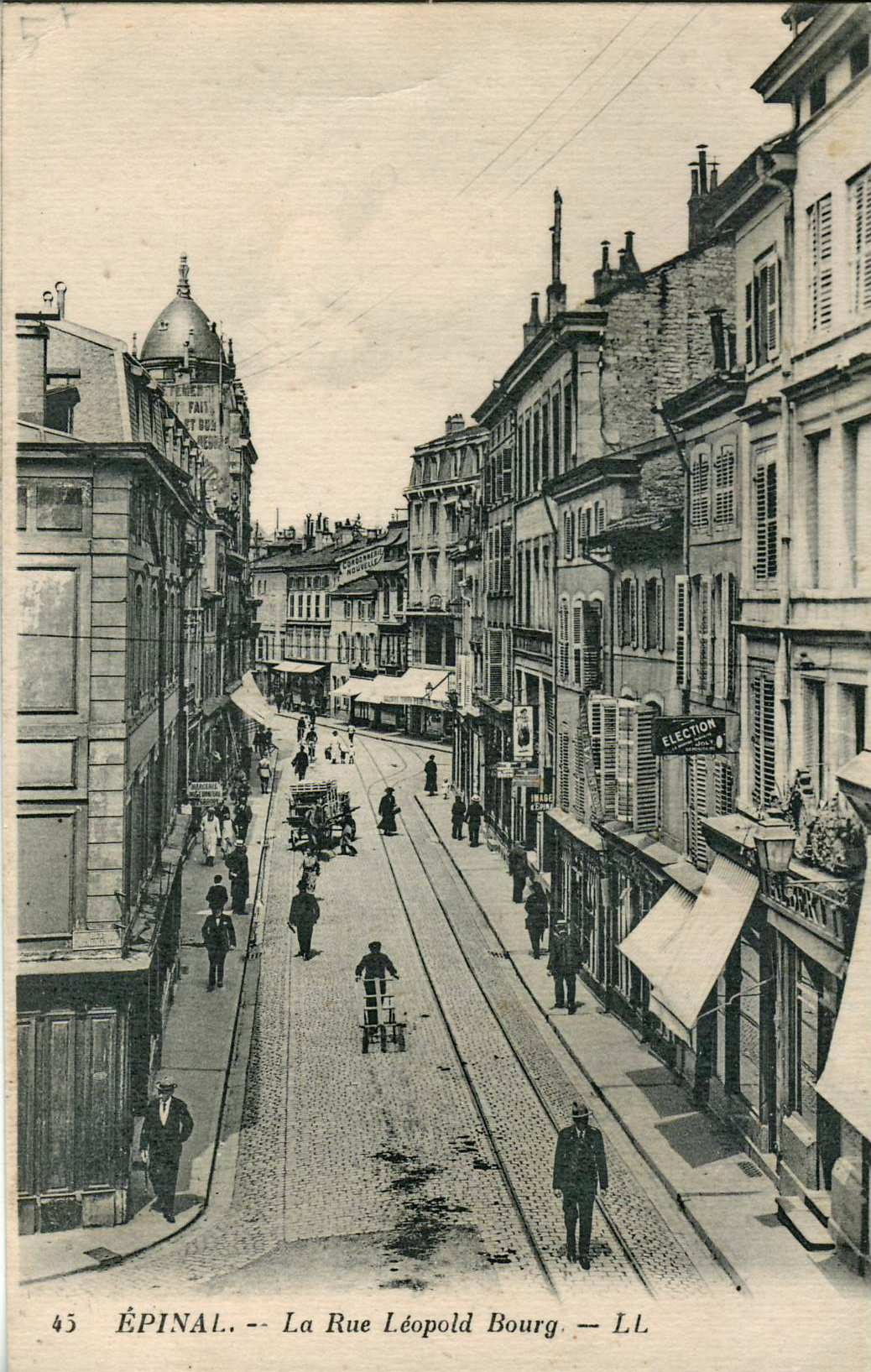
La rue Léopold-Bourg et sa voie unique. On distingue à l'extrémité l'évitement aménagé à une station.

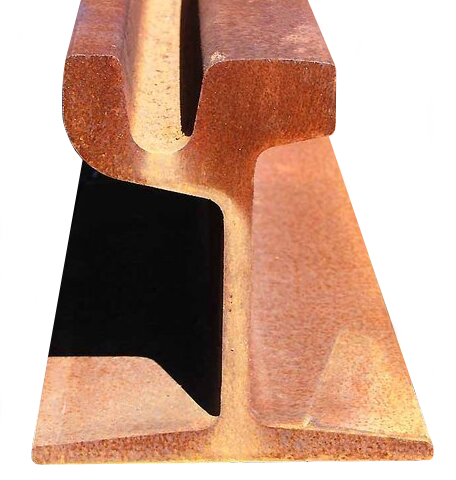
Rail moderne de tramway, type Broca.

Le réseau était à voie unique et métrique, avec des évitements permettant le croisement des motrices. Le cahier des charges de la concession prescrivait que la voie serait posée avec des rails de type Broca, c'est-à-dire typiques des voies de tramways intégrées dans l'emprise des chaussées, en acier et de 35 kg/m. Les courbes ne devaient pas avoir de rayon inférieur à 20 m, et les rampes ne devaient pas excéder 60 ‰.
Dans les évitements, l'entrevoie, mesurée entre les bords extérieurs des rails, devait être de 1,50 m.
Le réseau urbain devait coexister, en ville, avec le réseau à voie de 60 cm que les militaires avaient mis en place autour de la ville afin de desservir les différentes composantes de la Place fortifiée d'Épinal ; aussi le service n'y était-il pas très fiable.

## L'exploitation

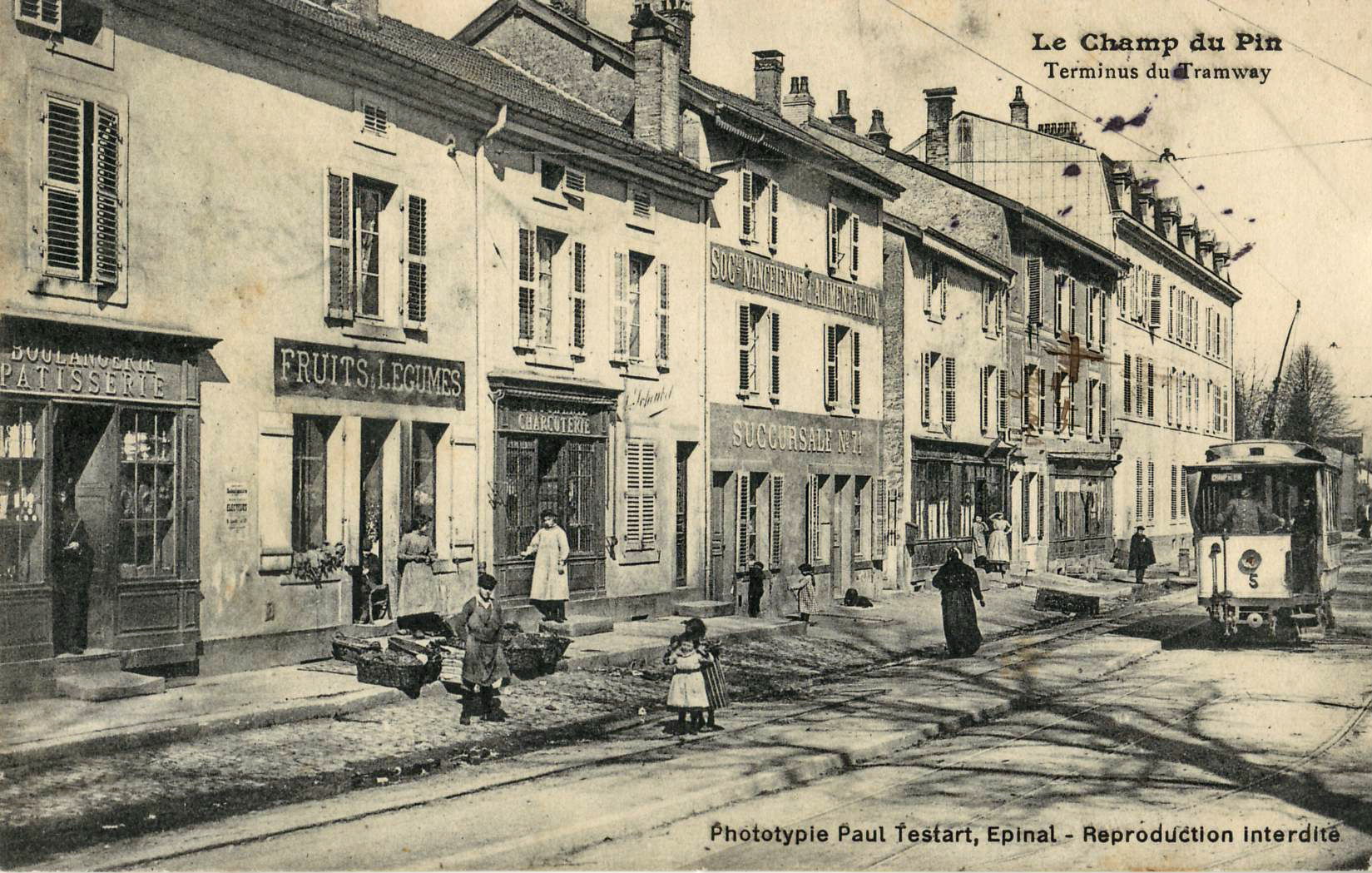
Motrice n°5 au terminus du Champ du Pin.

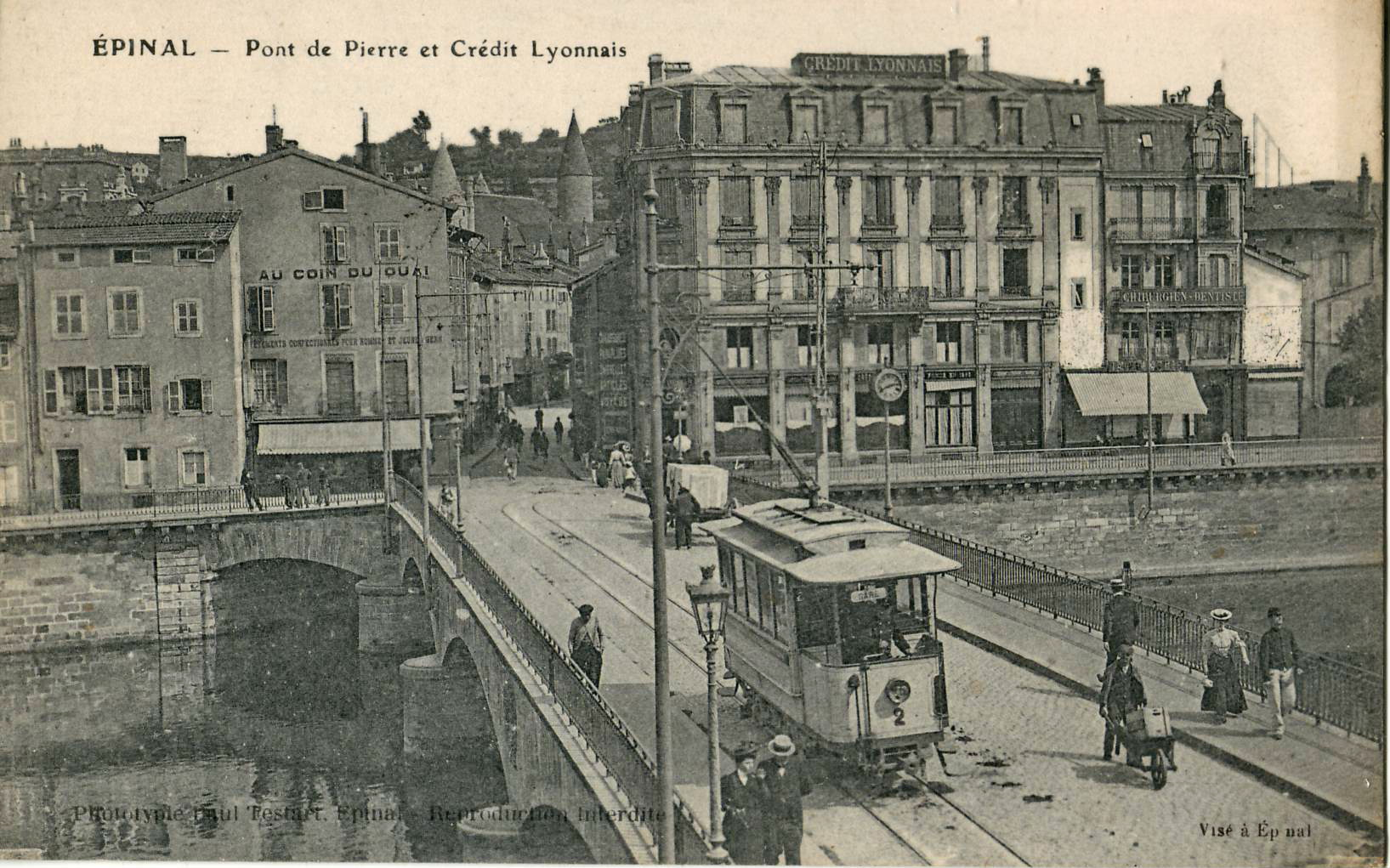
Motrice n°2 au Pont-de-Pierre.

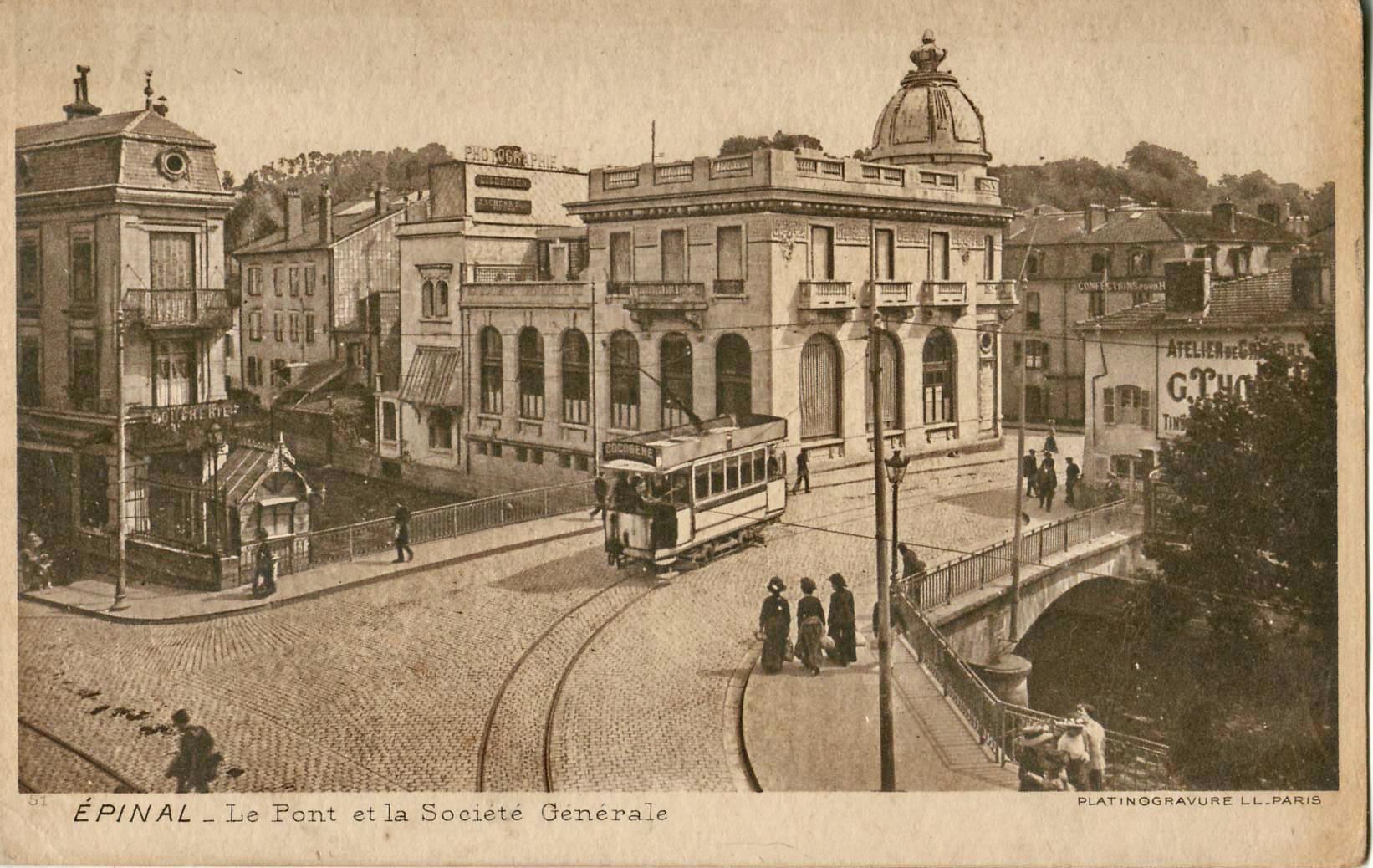
Motrice sur le Pont.

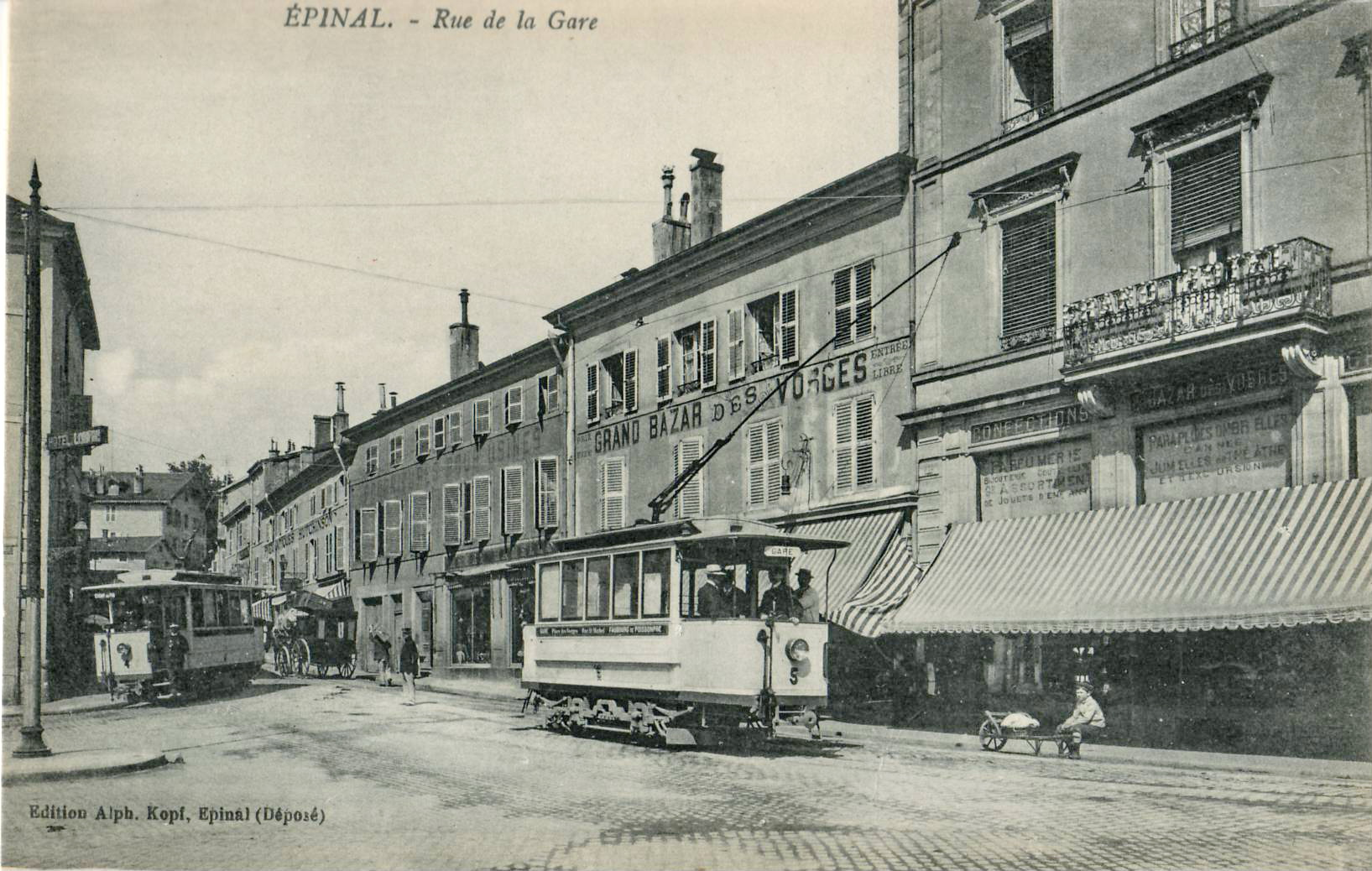
Motrices 4 et 5, rue de la Gare.

Le cahier des charges imposait à l'exploitant de réaliser au moins trente aller-retour journaliers sur chaque ligne. La vitesse des rames ne pouvait excéder 20 km/h.

### Dispositions financières
Compte tenu du trafic vraisemblablement limité du tramway, la ville s'engagea à verser au concessionnaire une garantie d'intérêt de son capital pendant les dix premières années d'exploitation, soit un montant maximum de 144 000 francs de l'époque, correspondant à 4 ou 5 % d'un capital investi plafonné à 600 000 francs. Une clause de la convention prévoyait le remboursement de cette subvention par imputation sur le quart des bénéfices qui seraient constatés par le concessionnaire au-delà de la onzième année d'exploitation.

### Matériel roulant
Le gabarit du matériel roulant était limité à 2 m de large et 3,30 m de hauteur. Les rames ne pouvaient dépasser quatre voitures et 35 m de longueur.
Le matériel de la compagnie était le suivant :
- 12 motrices à deux essieux ;
- 2 remorques.

## Sources